# Zoedia tenuis
Zoedia tenuis är en skalbaggsart som beskrevs av Max Poll 1892. Zoedia tenuis ingår i släktet Zoedia och familjen långhorningar. Inga underarter finns listade i Catalogue of Life.